# Sven Hamrin
Sven Helge Hamrin (Härnösand, 30 marzo 1941 – 25 gennaio 2018) è stato un ciclista su strada svedese.

## Palmarès

### Olimpiadi
- 1 medaglia:
  - 1 bronzo (Tokyo 1964 nella corsa a cronometro a squadre)